# テッサ・ロス
テッサ・ロス（Tessa Sarah Ross, CBE、1961年 - ）は、イギリスの映画プロデューサー。
ロンドン出身。ユダヤ系。ウェストミンスター・スクールを経て、オックスフォード大学サマーヴィル・カレッジ卒業。多くの映画でエグゼクティブ・プロデューサーを務める。
2010年に大英帝国勲章（CBE）を授与された。

## 主な作品
※特筆がないものは製作総指揮。
- セカンド・サイト Second Sight (1999) テレビ映画
- リトル・ダンサー Billy Elliot (2000)
- がんばれ、リアム Liam (2000)
- Jの悲劇 Enduring Love (2004)
- ブラザーズ・オブ・ザ・ヘッド Brothers of the Head (2005)
- エイリアン パンデミック Isolation (2005)
- ラストキング・オブ・スコットランド Last King of Scotland (2006)
- ヴィーナス Venus (2006)
- THIS IS ENGLAND This Is England (2006)
- ザ・ノース 〜北極の宿命〜 Far North (2007)
- ヒットマンズ・レクイエム In Bruges (2008)
- ブローン・アパート Incendiary (2008)
- ハッピー・ゴー・ラッキー Happy-Go-Lucky (2008)
- スラムドッグ$ミリオネア Slumdog Millionaire (2008)
- セレブ・ウォーズ 〜ニューヨークの恋に勝つルール〜 How to Lose Friends & Alienate People (2008)
- ノーウェアボーイ ひとりぼっちのあいつ Nowhere Boy (2009)
- ラブリーボーン The Lovely Bones (2009)
- 家族の庭 Another Year (2010)
- わたしを離さないで Never Let Me Go (2010)
- 127時間 127 Hours (2010)
- サブマリン Submarine (2010)
- 第九軍団のワシ The Eagle (2011)
- アタック・ザ・ブロック Attack the Block (2011)
- ワン・デイ 23年のラブストーリー One Day (2011)
- SHAME -シェイム- Shame (2011)
- ワザリング・ハイツ 〜嵐が丘〜 Wuthering Heights (2011)
- イリュージョン La femme du Vème (2011)
- マーガレット・サッチャー 鉄の女の涙 The Iron Lady (2011)
- オン・ザ・ロード On the Road (2012)
- 私が愛した大統領 Hyde Park on Hudson (2012)
- セブン・サイコパス Seven Psychopaths (2012)
- Mr.スキャンダル The Look of Love (2013) ※クレジットなし
- トランス Trance (2013)
- アンダー・ザ・スキン 種の捕食 Under the Skin (2013)
- それでも夜は明ける 12 Years a Slave (2013)
- 嗤う分身 The Double (2013)
- わたしは生きていける How I Live Now (2013)
- FRANK -フランク- Frank (2014)
- 誰よりも狙われた男 A Most Wanted Man (2014)
- ベルファスト71 '71 (2014)
- カムバック! Cuban Fury (2014)
- ライオット・クラブ The Riot Club (2014)
- ブラック・シー Black Sea (2014)
- エクス・マキナ Ex Machina (2014)
- さざなみ 45 Years (2015)
- ディーン、君がいた瞬間 Life (2015)
- ロブスター The Lobster (2015)
- キャロル Carol (2015)
- マクベス Macbeth (2015)
- 未来を花束にして Suffragette (2015)
- ルーム Room (2015)
- われらが背きし者 Our Kind of Traitor (2016)
- アウトサイダーズ Trespass Against Us (2016)
- 彼らは生きていた They Shall Not Grow Old (2018)
- ブレグジット EU離脱 Brexit: The Uncivil War (2019) テレビ映画
- 聖なる証 The Wonder (2022) 製作
- 64〈シックス・フォー〉〜陰謀のコード〜 Six Four (2023) テレビドラマ
- 関心領域 The Zone of Interest (2023)
- アイアンクロー The Iron Claw (2023) 製作
- 教皇選挙 Conclave (2024) 製作